# Пшемкув (гмина)
Пшемкув (пол. Przemków) — городско-сельская гмина (волость) в Польше, входит как административная единица в Польковицкий повет, Нижнесилезское воеводство. Население — 9129 человек (на 2005 год).

## Демография
| Перепись                       | Всего   | Всего | Женщины | Женщины | Мужчины | Мужчины |
| ------------------------------ | ------- | ----- | ------- | ------- | ------- | ------- |
| Единицы                        | человек | %     | человек | %       | человек | %       |
| Население                      | 8868    | 100   | 4505    | 50,8    | 4363    | 49,2    |
| Плотность населения (чел./км²) | 82,1    | 82,1  | 41,7    | 41,7    | 40,4    | 40,4    |

## Поселения
1. Якубово-Любиньске
2. Йенджихувек
3. Карпе
4. Кремпа
5. Ленжце
6. Осташув
7. Пётровице
8. Шклярки
9. Вилькоцин
10. Высока
11. Якубово-Венгелин
12. Лонкоцины

## Соседние гмины
1. Гмина Хочанув
2. Гмина Гавожице
3. Гмина Громадка
4. Гмина Негославице
5. Гмина Радванице
6. Гмина Шпротава